# Elkton, Maryland

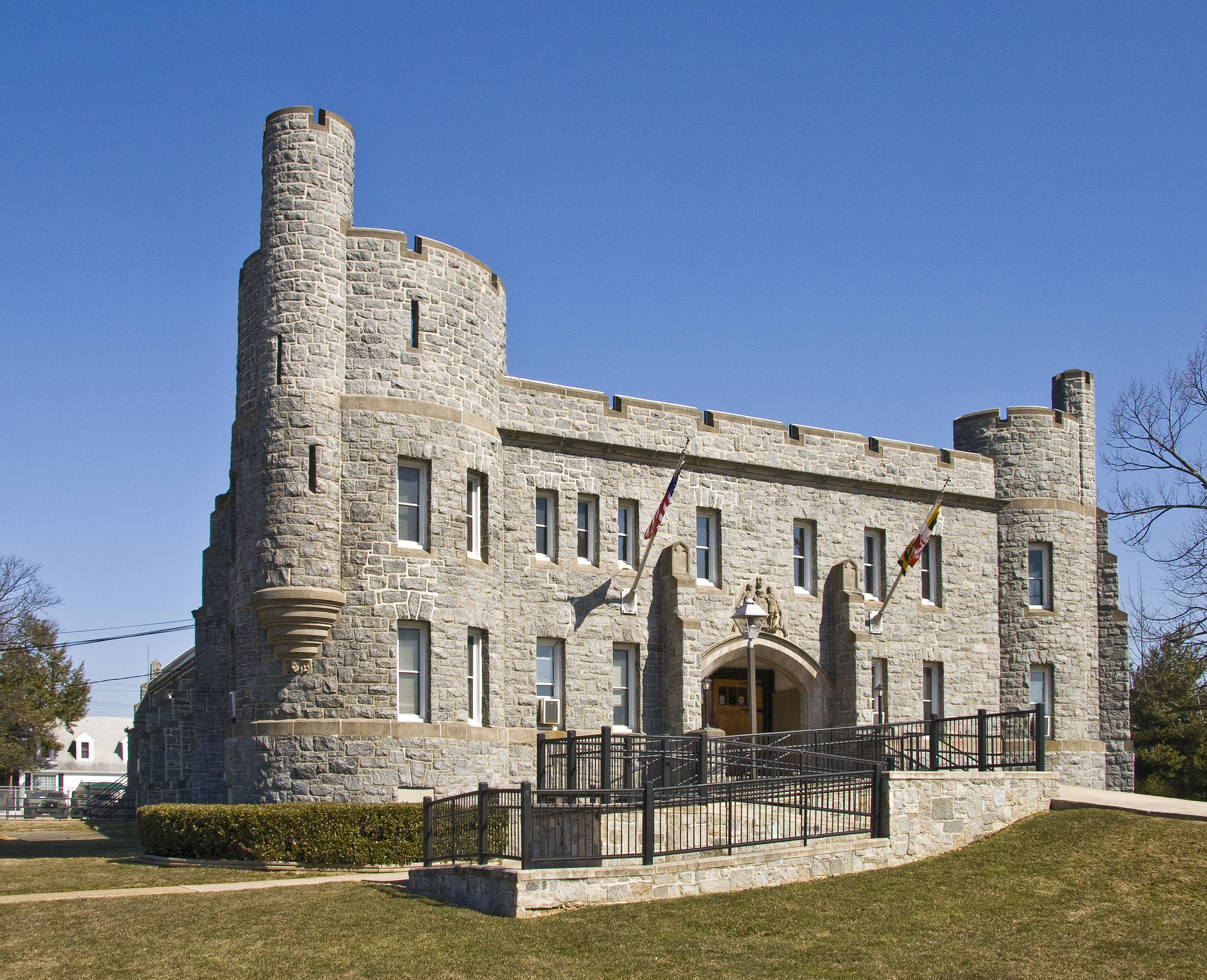
Elkton Armory

Elkton är en småstad (town) i den amerikanska delstaten Maryland med en yta av 21,3 km² och en folkmängd, som uppgår till 11 893 invånare (2000). Elkton är administrativ huvudort i Cecil County.

## Kända personer från Elkton
- James Black Groome, politiker
- Bernard Purdie, musiker